# Аль-Мутасим Біллах
Аль-Мутасим Біллах (*796 — 5 січня 842) — 8-й володар Багдадського халіфату у 833—842 роках. Його ім'я перекладається з арабської мови як «Той, хто шукає притулку в Бозі».

## Життєпис

### Молоді роки
Походив з династії Аббасидів. Син халіфа Гарун ар-Рашида та тюркської наложниці Маріди. Народився у 796 році у Багдаді. При народженні отримав ім'я Мухаммед. Про його молоді роки замало відомостей, зростав у багдадському палаці Хульд. Ймовірно на його свідомість вплинула мати. В молоді роки отримав ім'я Абу-Ісхак Аббас. У 811—813 роках під час боротьби братів аль-Аміна та аль-Мамуна залишався у Багдаді, не втручаючись у політичні справи.
У часи правління свого брата аль-Мамуна відправляв службовців до долин Амудар'ї, де ті закуповували тюрок-рабів (мамелюків) для Альмотасима. На 833 рік у нього вже було 3 тис. тюрок. У 816—817 роках здійснив хаджі до Мекки. Під час цього його супроводжувала власно тюркська гвардія, яка допомогла приборкати місцеві заворушення та завдати поразки грабіжникам, що нападали на каравани прочан, які рухалися до міст Хіджазу. У 819 році очолював військову кампанію проти хариджитів.
У 828 році призначено валі (намісником) Єгипту та Сирії. На цій посаді за допомогою загонів тюрок-мамлюків придушив повстання у дельті Нілу. У 831 році приєднався до халіфа, який розпочав війну проти Візантії. У 832 році вдруге повернувся до Єгипту, де знову відбулися заворушення. У 833 році Альмотасим брав участь у другій кампанії аль-Мамуна проти Візантійської імперії.

### Володарювання
Після смерті аль-Мамуна у 833 році стає новим володарем Багдадського халіфату. В цей час точилася війна з Візантійською імперією. Після того як військові невдачі виявили низьку боєготовність армії, ал-Мутасім замінив персів тюрками, яких вважав більш здатними до несення військової служби, а також надійним для його влади з огляду на те, що сам халіф був напівтюрок. Вів довів кількість тюрків-рабів з Центральної Азії у війську до 70 тисяч вояків. До цього його також спонукала зрада залоги прикордонної фортеці Тіани. Виступ було придушено, а фортецю знищено. 833 року халіф припинив війну з Візантійською імперією, яку ще розпочав аль-Мамун.
За цим розпустив військо і повернувся до Багдада. Там військо було набрано заново — переважно з тюрків і берберів. Також створено особисту гвардію халіфа, що складалася суцільно з тюрків-рабів, яких уперше очолював один з рабів халіфа (на відміну від попередників, коли призначалася вільна людина з арабської знаті). Перси, позбавлені колишнього привілейованого становища у війську, підняли заколот, проте його було придушено. Втім, перські вояки, що залишилися без діла, і далі являли собою постійну загрозу для халіфа. Тому Альмотасим вирішив перенести свою резиденцію до міста Самарра (125 км від Багдада), яка у 836 році стала столицею халіфату. Цим самим також залагоджено постійні конфлікти між тюрками-гвардійцями та мешканцями Багдада. У 834—835 роках проведено успішну кампанію проти джатів, які ще у 820 році захопили південну частину Месопотамії.
Слідом за цим розпочав нові військові кампанії проти повсталого Бабека та Візантії. У 836 році ал-Мутасім спрямував свого військовика-перса Гайдара ібн Кабуса аль-Афшина проти хуррамдинців та Бабека. Ця війна тривала два роки. У 837 році візантійський імператор Феофіл, з метою відвернути сили аль-Афшина від Бабека, захопив дві арабські фортеці Зібатра і Арсамосата в верхів'ях Євфрату і дійшов майже до Дамаску. Але врятувати Бабека йому не вдалося. Щоб не відволікати військо, халіф дозволив імператору Феофілу вдертися в межі халіфату. 838 року Бабека було переможено завдяки військовій хитрості Афшина. Бабека було схоплено і страчено в Багдаді.
Після цього на чолі армії халіф рушив з Тарса до Каппадокії, а аль-Афшина — з Месопотамії до Мадатії. Загальна чисельність мусульман складала 80 тис. вояків. Несподівано аль-Афшин наштовхнувся на самого імператора Візантії, завдавши останньому рішучої поразки у битві при Анзені. Це дозволило війську Альмотасима вдертися до центральної частини Малої Азії. Під час походу було захоплено й сплюндровано Анкіру (сучасна Анкара). Водночас сам халіф підійшов до міста Аморій (батьківщина панівної у Візантії династії), який взяв в облогу. Зрада всередині самої залоги допомогла захопити місто через 2 тижні.
За цим Альмотасим спрямував військові сили на війну з бунтівником Мазкаром (Маз'яром) Гябром з династії Каринидів, союзником Бабека, що підняв у 838 році повстання в Табаристані. Останнє було придушено у 840 році. Зміцнивши становище всередині держави, Альмотасим наказав створити потужний флот задля походу на Константинополь, проте сильна буря 842 року практично знищила створений флот. У халіфа після великих витрат на розбудову резиденції в Самаррі та будівництво великого флоту вже не вистачило коштів для організації нового флоту й потужної військової кампанії проти Візантійської імперії.
У 840 році було розкрито змову одного з провідних військовиків Афшина, якого запроторено до в'язниці, де той помер 841 року. В цей час почалися перші тенденції невдоволення серед селян Месопотамії, оскільки халіф не надавав, на відміну від його попередників, багато уваги підтримуванню в належному стані зрошувальної системі в області Савад (долина річки Діяли, притоку Тигру), яку зрештою занедбали. Помер у 842 році. Йому спадкував старший син аль-Ватік.

## Родина
- Гарун (812—847), 9-й халіф у 842—847 роках
- Мухаммед
- Ахмад
- Алі
- Абдаллах
- Джа'фар (822—861), 10-й халіф у 847—861 роках